# Évry-Grégy-sur-Yerre
Évry-Grégy-sur-Yerre é uma comuna francesa localizada na região administrativa da Île-de-France, no departamento Sena e Marne. A comuna possui 1830 habitantes segundo o censo de 1990.